# Under the Mistletoe
Under the Mistletoe là album phòng thu thứ hai và cũng là album Giáng sinh đầu tiên của nam ca sĩ thu âm người Canada Justin Bieber, được hát hành vào 1 tháng 11 năm 2011 bởi hãng đĩa Island.

## Đĩa đơn
Đĩa đơn đầu tiên và cũng là đĩa đơn duy nhất của album "Mistletoe" được viết và sản xuất bởi The Messengers. Ca khúc được phát hành vào ngày 17 tháng 10 năm 2012.
Ngoài ra, album còn có một đĩa đơn quảng bá khác, đó là "The Christmas Song (Chestnuts Roasting on an Open Fire)" hợp tác với Usher. Đĩa đơn này được phát hành vào 24 tháng 10 năm 2012.

## Danh sách ca khúc
| STT              | Nhan đề                                                                       | Sáng tác                                                                   | Sản xuất                                              | Thời lượng |
| ---------------- | ----------------------------------------------------------------------------- | -------------------------------------------------------------------------- | ----------------------------------------------------- | ---------- |
| 1.               | "Only Thing I Ever Get for Christmas"                                         | Christopher Stewart, Aaron Pearce, Tim Miner, Justin Bieber                | Stewart, Pearce                                       | 3:12       |
| 2.               | "Mistletoe"                                                                   | Nasri Atweh, Adam Messinger, Bieber                                        | The Messengers                                        | 3:03       |
| 3.               | "The Christmas Song (Chestnuts Roasting on an Open Fire)" (hợp tác với Usher) | Mel Tormé, Robert Wells                                                    | Kuk Harrell, Sean K                                   | 3:35       |
| 4.               | "Santa Claus Is Coming to Town"                                               | John Frederick Coots, Haven Gillespie                                      | Stewart, Pearce                                       | 3:37       |
| 5.               | "Fa La La" (hợp tác với Boyz II Men)                                          | Adonis Shropshire, Bieber, Bernard Harvey                                  | Harvey, Josh Cross                                    | 3:06       |
| 6.               | "All I Want for Christmas Is You (SuperFestive!)" (song ca với Mariah Carey)  | Mariah Carey, Walter Afanasieff                                            | Carey, James "Big Jim" Wright, Randy Jackson, Harrell | 4:00       |
| 7.               | "Drummer Boy" (hợp tác với Busta Rhymes)                                      | Katherine Davis, Henry Onorati, Harry Simeone, Justin Bieber, Busta Rhymes | Harrell, Sean K                                       | 3:45       |
| 8.               | "Christmas Eve"                                                               | Chris Brown, Bieber, Antwan Thompson, Jerrol Wizzard, Kevin McCall         | Thompson, Boogie Wizzard, Brown*                      | 3:44       |
| 9.               | "All I Want Is You"                                                           | Justin Bieber, Brandon Hamilton                                            | Bieber                                                | 3:36       |
| 10.              | "Home This Christmas" (hợp tác với The Band Perry)                            | Atweh, Nick Turpin, George Nozuka, Melanie Fontana, Bieber                 | Nasri, Turpin                                         | 3:24       |
| 11.              | "Silent Night"                                                                | Josef Mohr, Hans Xaver Gruber                                              | Harrell                                               | 2:49       |
| Tổng thời lượng: | Tổng thời lượng:                                                              | Tổng thời lượng:                                                           | Tổng thời lượng:                                      | 37:51      |

| Ca khúc tặng kèm bản đặc biệt | Ca khúc tặng kèm bản đặc biệt                    | Ca khúc tặng kèm bản đặc biệt           | Ca khúc tặng kèm bản đặc biệt | Ca khúc tặng kèm bản đặc biệt |
| STT                           | Nhan đề                                          | Sáng tác                                | Sản xuất                      | Thời lượng                    |
| ----------------------------- | ------------------------------------------------ | --------------------------------------- | ----------------------------- | ----------------------------- |
| 12.                           | "Christmas Love"                                 | Atweh, Messinger, Bieber                | The Messengers                | 3:27                          |
| 13.                           | "Fa La La" (A Capella) (hợp tác với Boyz II Men) | Shropshire, Bieber, Harvey              | Harvey, Cross                 | 2:55                          |
| 14.                           | "Pray"                                           | Atweh, Messinger, Omar Martinez, Bieber | The Messengers                | 3:32                          |
| 15.                           | "Someday at Christmas"                           | Ronald Miller, Bryan Wells              | Jay Riehl                     | 2:53                          |
| Tổng thời lượng:              | Tổng thời lượng:                                 | Tổng thời lượng:                        | Tổng thời lượng:              | 50:38                         |

| Ca khúc tặng kèm bản đặc biệt ở Nhật | Ca khúc tặng kèm bản đặc biệt ở Nhật | Ca khúc tặng kèm bản đặc biệt ở Nhật | Ca khúc tặng kèm bản đặc biệt ở Nhật | Ca khúc tặng kèm bản đặc biệt ở Nhật |
| STT                                  | Nhan đề                              | Sáng tác                             | Sản xuất                             | Thời lượng                           |
| ------------------------------------ | ------------------------------------ | ------------------------------------ | ------------------------------------ | ------------------------------------ |
| 16.                                  | "All I Want Is You" (Acoustic)       | Justin Bieber, Brandon Hamilton      | Bieber                               | 3:36                                 |

| Ca khúc tặng kèm bản DVD ở Indonesia | Ca khúc tặng kèm bản DVD ở Indonesia | Ca khúc tặng kèm bản DVD ở Indonesia |
| STT                                  | Nhan đề                              | Thời lượng                           |
| ------------------------------------ | ------------------------------------ | ------------------------------------ |
| 16.                                  | "In The Studio Making the Album"     |                                      |
| 17.                                  | "Making of the "Mistletoe" Video"    |                                      |
| 18.                                  | "Pray" (Video âm nhạc)               |                                      |

Ghi chú: (*) Đồng sản xuất

## Lịch sử phát hành
| Quốc gia  | Ngày                | Định dạng | Dạng đĩa        | Bản                   |
| --------- | ------------------- | --------- | --------------- | --------------------- |
| Indonesia | 8 tháng 11 năm 2011 | CD, DVD   | Universal Music | Bình thường, Đặc biệt |